# Cosimo Morelli
Francesco Cosimo Cassiano Morelli (Imola, 6 ottobre 1732 – Imola, 26 febbraio 1812) è stato un architetto italiano.
Nella sua vita costruì 40 chiese, tra cui varie cattedrali, undici teatri e palazzi in tutto lo Stato Pontificio. La sua opera fu espressione emblematica del trapasso dal gusto arcadico del tardo barocco a quello più asciutto dello stile neoclassico, al quale tuttavia non aderì in senso strettamente antichizzante.

## Biografia

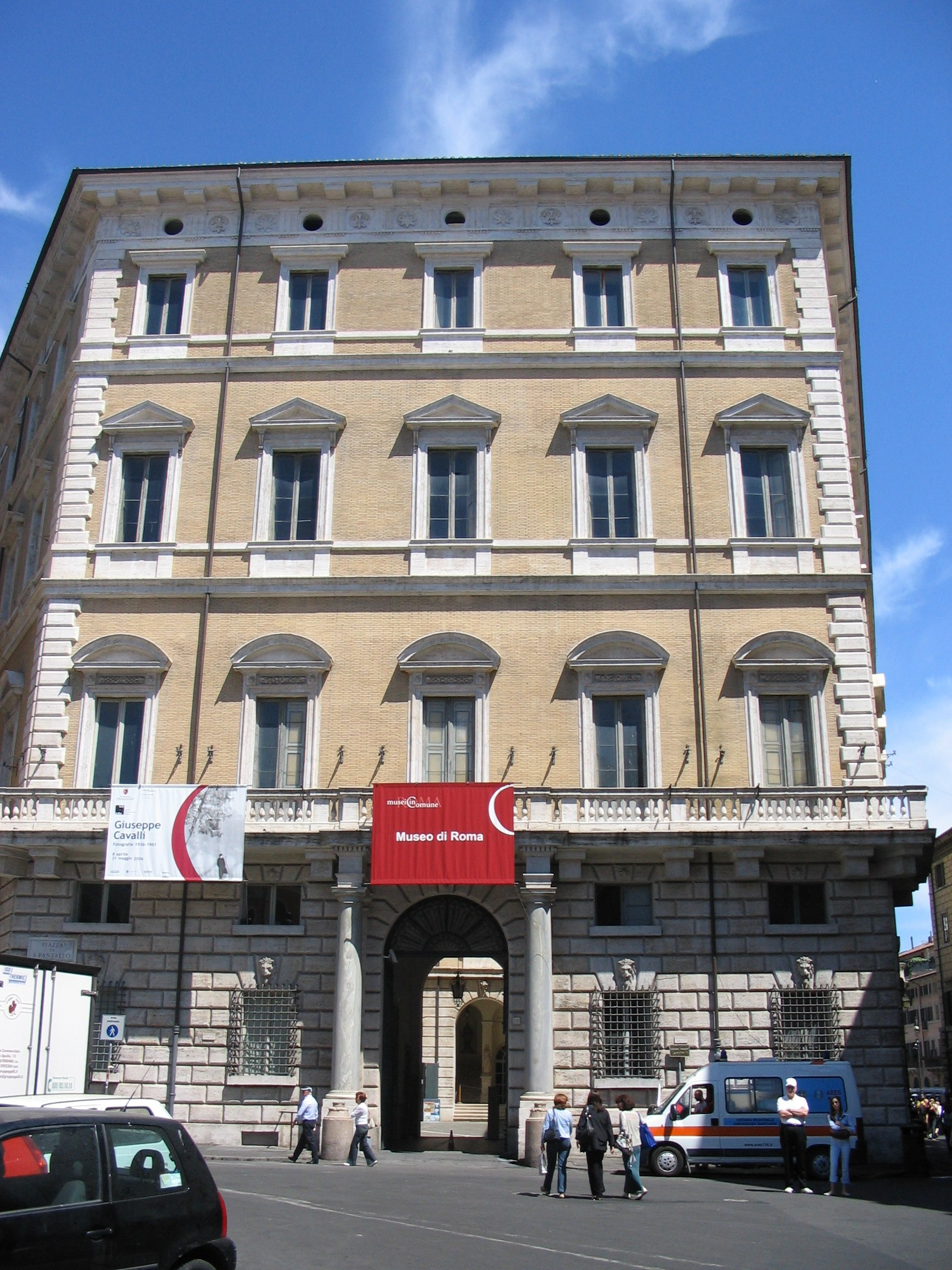
La Facciata di Palazzo Braschi a Roma.

Il padre Domenico, imprenditore-capomastro, originario di Torricella, nel Canton Ticino, aveva sposato l'imolese Maria Vittoria Costa, stabilendosi poi in Romagna.
Cosimo frequentò la scuola dei Gesuiti (situata presso la chiesa di Sant'Agata) e completò la propria formazione prendendo lezioni dal prozio, Giovanni Domenico Trifogli (1675 - 1759), uno dei cosiddetti Maestri Comacini, architetti e capomastri ticinesi la cui opera era molto apprezzata nell'Italia settentrionale e centrale. Iniziò l'apprendistato nell'impresa paterna assieme al fratello Luigi. Si segnalò all'attenzione del vescovo di Imola, il cesenate Giovanni Carlo Bandi, che gli affidò la ristrutturazione del Duomo. Fu lo stesso Bandi che lo presentò al proprio nipote, Giovanni Angelo Braschi, uditore civile e segretario del cardinale camerlengo della Curia romana.
Nel 1759 Morelli si recò a Roma, dove si perfezionò in architettura presso lo studio del marchese Gerolamo Thedoli (progettista del Teatro Argentina).
Dopo aver realizzato i suoi primi lavori, nel 1776 partecipò al concorso per le nuove sagrestie vaticane. Giannangelo Braschi, divenuto Papa Pio VI, lo nominò architetto pontificio.
Cosimo Morelli fu tra i più prolifici architetti dello Stato Pontificio nella seconda metà del Settecento, grazie anche alla capacità di interpretare in maniera rigorosa il gusto estetico dell'epoca. In qualità di architetto pontificio, durante il pontificato di Papa Pio VI (1775-99) costruì, rinnovò ed ingrandì numerosi edifici, civili e religiosi.
La fama che arrise a Cosimo Morelli derivò anche dalla sua capacità organizzativa, che gli consentì di offrire ai committenti realizzazioni edilizie a costi marcatamente inferiori rispetto a quelli degli altri architetti dell'epoca. Morelli aveva alle sue dipendenze un collaudato gruppo di artigiani e, inoltre, poteva giovarsi della collaborazione di valenti pittori, quali Alessandro Dalla Nave, Antonio Villa e Angelo Gottarelli.
Non ci furono però solo rose, nella sua vita privata e professionale: come accade spesso ai potenti, fu fatto oggetto di sviscerati encomi ma anche di poco teneri oltraggi. A parte la battuta che per andare a Roma occorreva passare da porta Morelli, si registrano un tranciante giudizio di Vincenzo Monti (pressappoco: uno come lui è sempre meglio tenerselo buono) nonché le frasi pepate di Marcello Oretti ("Con poca abilità si procaccia le fabbriche principali dello Stato Pontificio") e di Antonio Canova, famoso scultore, il quale ebbe a dire riferendosi all'Imolese, che "l'impostura a questo mondo può davvero molto".
Negli ultimi anni del secolo subì un tracollo finanziario: aveva ottenuto in prestito 50.000 scudi (circa 20 milioni di euro). Ma a causa della soppressione dello Stato Pontificio e della creazione della Repubblica Romana (1798-1799), il valore del denaro scese a zero. Cercò di vendere immobili per quella cifra. Trovò un principe polacco disponibile alla transazione, ma quando si accorse che la metà degli immobili erano ipotecati, il nobile si rivolse agli avvocati. Morelli perse il processo.
I suoi ultimi anni di vita furono duri: vecchio, malato e indigente, arrivò addirittura a chiedere aiuto proprio al Canova, che gli fece avere 24 scudi, con ammirevole ma anche comoda classe. Ci voleva ben altro calore per il Morelli, che morì quasi abbandonato da tutti il 26 febbraio 1812 a Imola. Fu sepolto nella chiesa di Santa Maria in Regola.

## Opere

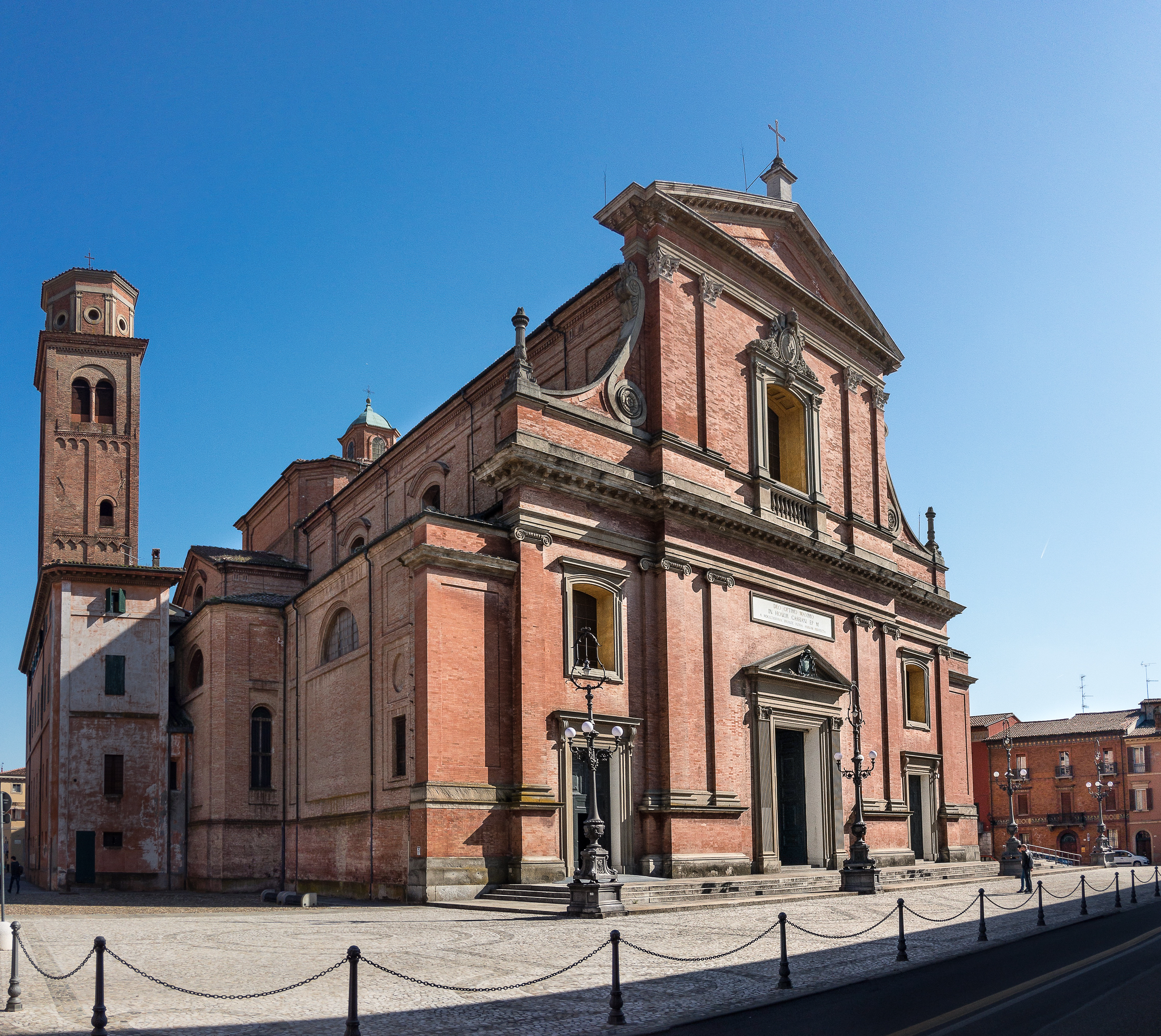
Il Duomo di Imola.

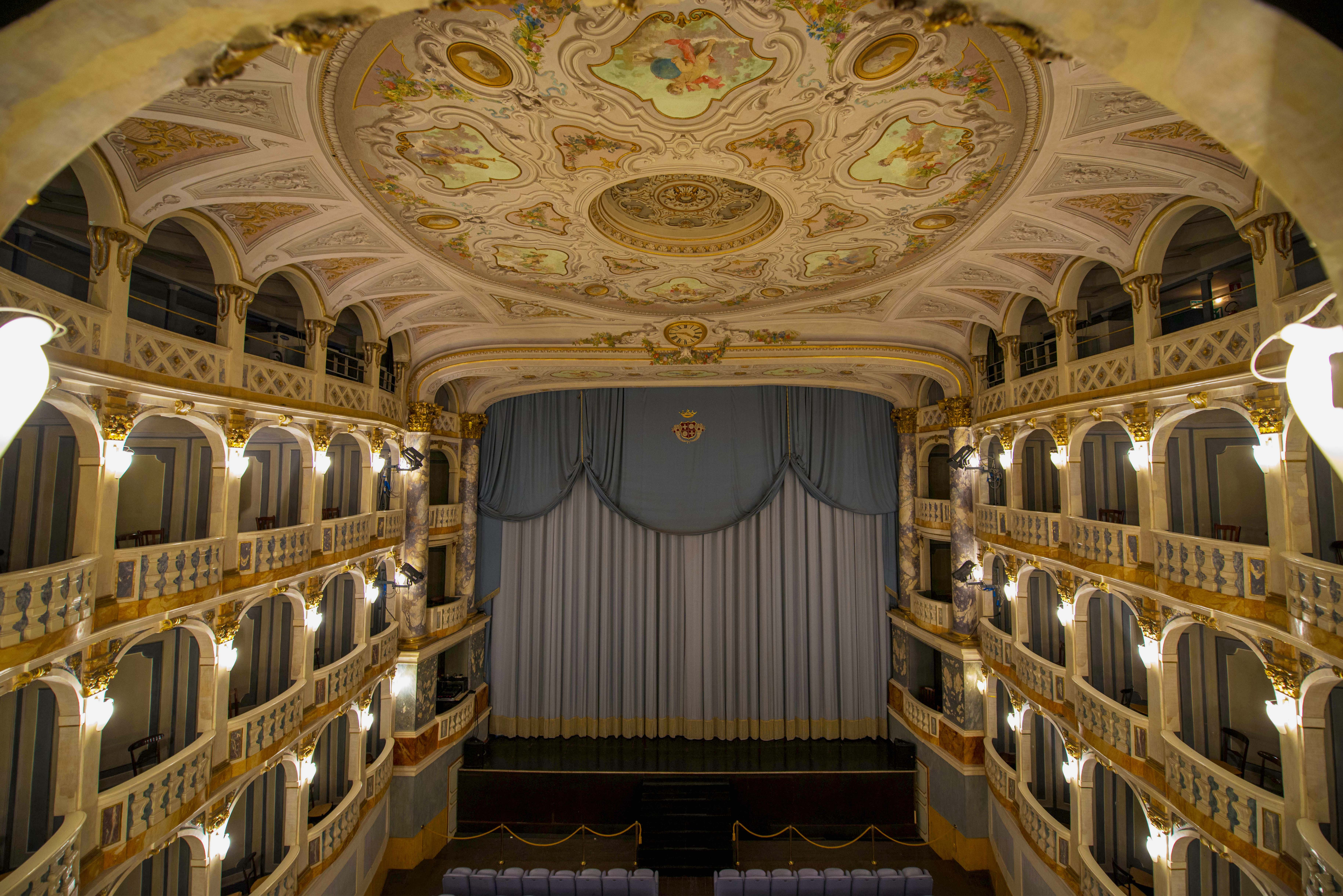
Il Teatro Lauro Rossi di Macerata.

Il Teatro Pergolesi di Jesi.

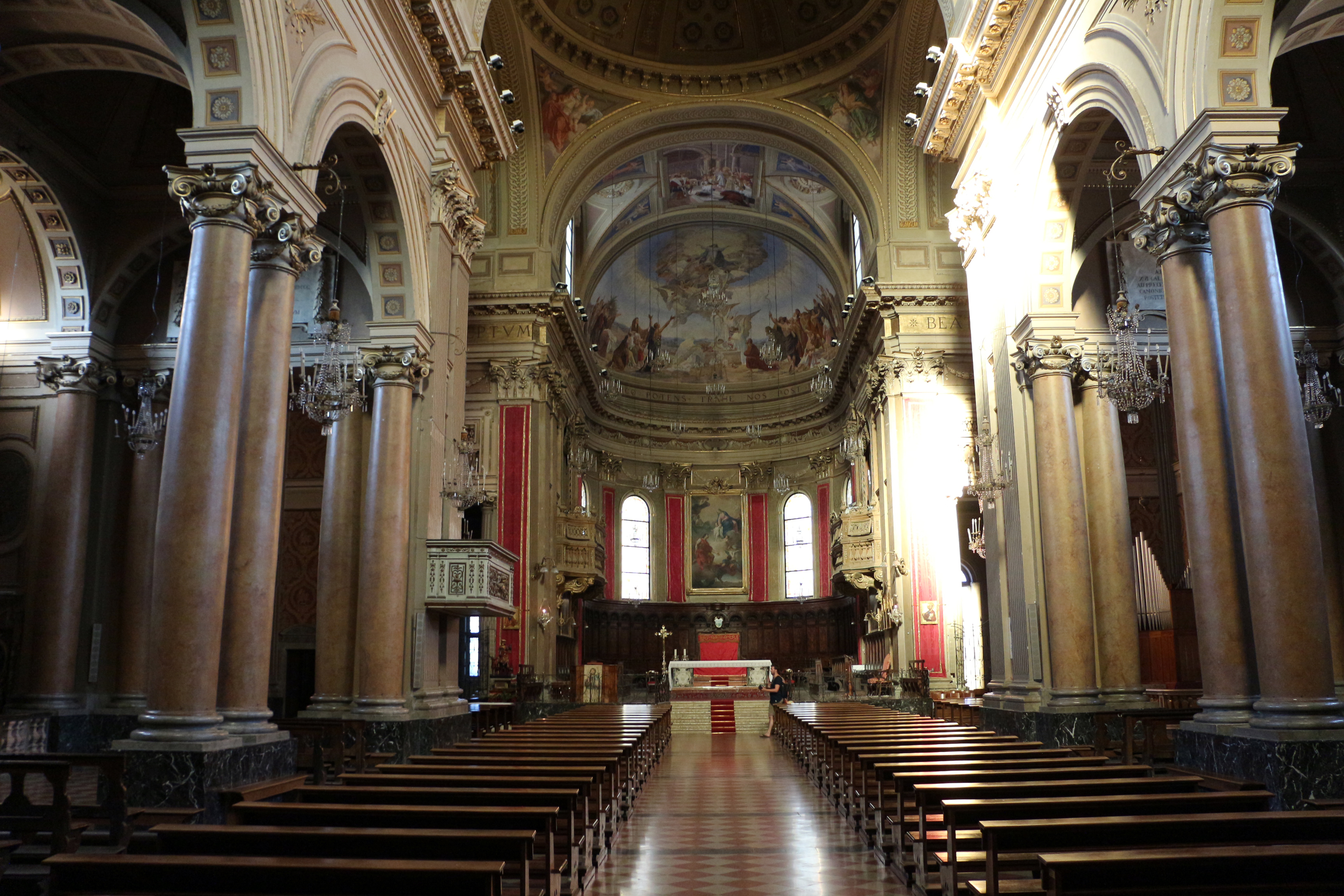
Interno del Duomo di Macerata.

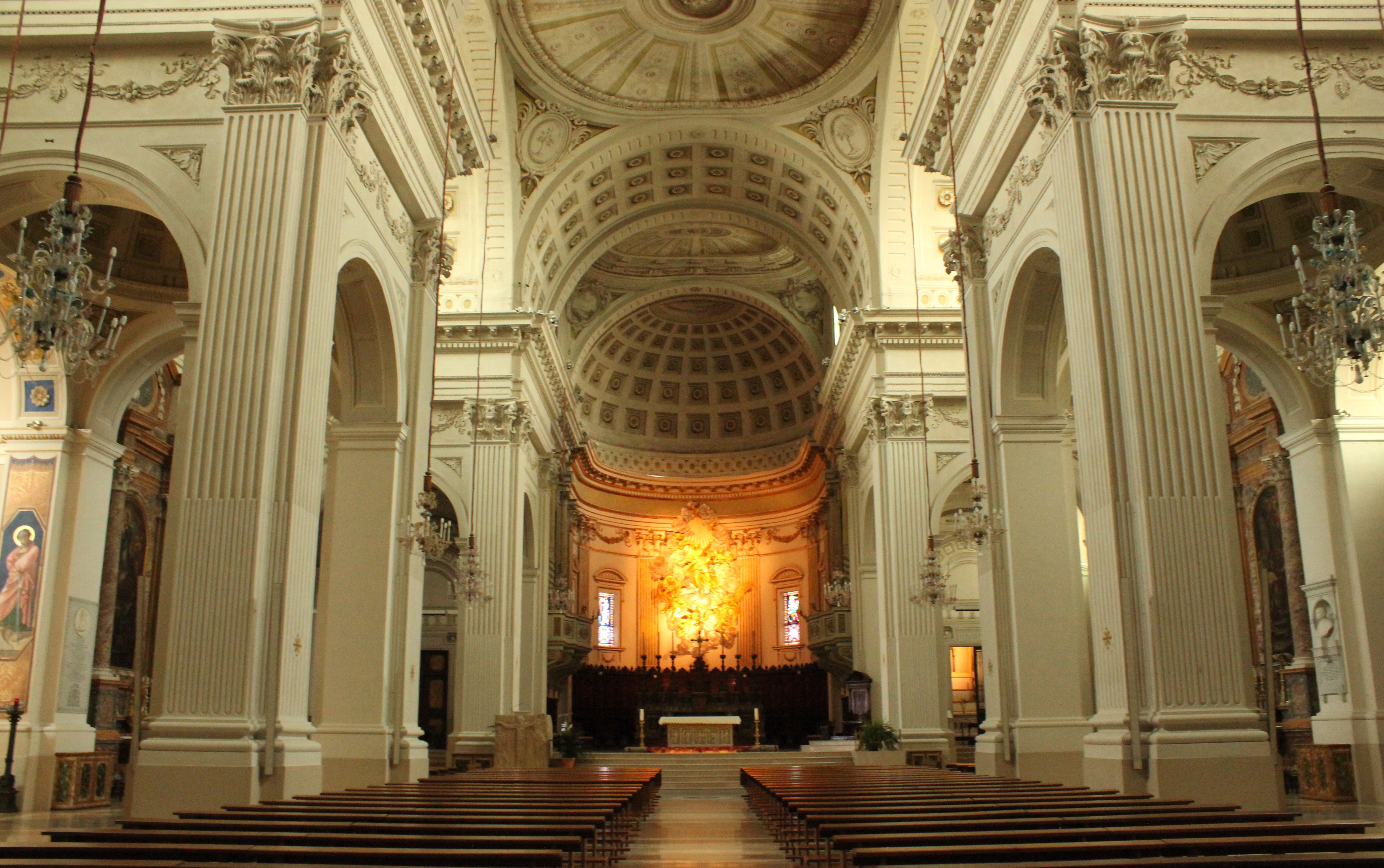
Interno del Duomo di Fermo.

Tra le opere più notevoli si elencano:
Nell'Urbe
- Palazzo Braschi, situato tra Piazza Navona e Corso Vittorio Emanuele II, costruito su commissione del duca Luigi Braschi Onesti, nipote del Papa, a partire dal 1792 sul sito ove precedentemente sorgeva il palazzo degli Orsini. Attualmente sede del Museo di Roma a Palazzo Braschi

Nel 1776 Cosimo Morelli presentò un progetto per la demolizione della Spina di Borgo a Roma. È illustrato in due incisioni su rame di dimensioni 42x55 cm, disegno e incisione di Ciro Santi. In una è la pianta del progetto, nell'altra una veduta prospettica. Questa sua idea anticipa di 160 anni circa la realizzazione effettiva con l'apertura di via della Conciliazione.
Nella Diocesi di Imola
- Chiesa di S. Maria dell'Olivo a Imola (1751)
- Oratorio di San Macario a Imola (rifacimento, 1756)
- Torre dell'orologio a Massa Lombarda (1755-58)
- Palazzo comunale di Massa Lombarda (1757)
- Libreria[5] francescana (1761)
- Libreria di Sant'Agata (ante 1761)
- Collegiata di S. Francesco a Lugo (1762)
- Collegio Trisi a Lugo (1764-73)
- Palazzo Falchi Cavallini a Lugo
- Santuario della Beata Vergine del Soccorso a Bagnara (1765)
- Cattedrale di San Cassiano (rifacimento) a Imola (1765-81)
- Palazzo comunale di Imola (facciata, sale del piano nobile e scalone monumentale, 1768)
- Chiesa di S. Maria della Misericordia a Castel Bolognese (1772)
- Chiesa di Santo Stefano delle Clarisse a Imola (1772)
- Palazzo vescovile di Imola (facciata, 1775)
- Borgata di Sasso[6] (1780-85)
- Teatro dei Cavalieri Associati, a Imola (1785)
- Chiesa di Santa Maria in Regola (rifacimento) a Imola (1780-86)
- Ospedale di S. Maria della Scaletta a Imola (1781-1796)
- Chiesa di San Petronio (rifacimento) a Castel Bolognese (1783-86)
- Chiesa di Santo Stefano a Barbiano di Cotignola (1787)
- Palazzo Poggiolini a Imola
- Chiesa di San Prospero (1801-27)[7]

In altre città dello Stato Pontificio
- Teatro Lauro Rossi a Macerata, inaugurato nel 1774 e tuttora in uso, avente una capienza di ciquecentocinquanta posti.
- Il Teatro Comunale di Forlì, che venne inaugurato nel 1776, presentava una pianta ellittica con tre ordini di palchi e loggione. Per le decorazioni, vi lavorarono anche Felice Giani, Pompeo Randi, Cesare Camporesi. Fu distrutto da un bombardamento nel 1944.
- Il Teatro dell'Aquila di Fermo (e l'interno della Cattedrale metropolitana, concluso nel 1789), edificato a partire dal 1780 in sostituzione di un precedente teatro in legno andato distrutto in un incendio. Aperto provvisoriamente il 26 settembre 1790 per l'esecuzione pubblica di un oratorio sacro, fu finalmente inaugurato nel 1791, dopo la sostituzione con un più regolare arcoscenico di quello triplo di marca francese, giudicato "troppo grande e scomodo", ad opera del pittore e architetto dilettante Giuseppe Lucatelli da Mogliano; il teatro conta 124 palchi su 5 ordini a cornice della platea per una capienza complessiva di circa 1000 posti. È rinomato per la sua acustica e da circa 200 anni rappresenta uno dei poli principali delle attività culturali nelle Marche. Una recente opera di restauro, conclusasi nel 1997, lo ha restituito al suo antico splendore.
- Il Teatro Pergolesi a Jesi, Costruito nel 1790 per volere della società di condomini costituita da 54 nobili Jesini con il sostegno del governatore pontificio mons. D. Pietro Gravina dei Grandi di Spagna. Il progetto originale fu affidato all'architetto fanese Francesco Maria Ciarrafoni, ma venne ampiamente rivisto dal Morelli, che provvide ad allargare la pianta ed il boccascena e diede la definizione dell'ampia curva ellittica della sala, da cui dipende la sua ottima acustica. Morelli rivide inoltre il disegno della facciata, creando un alto basamento a bugnato liscio con un motivo ad arcate in asse con le finestre a timpano dei piani superiori. La decorazione interna venne affidata a due famosi artisti neoclassici: l'architetto Giovanni Antonio Antolini (autore del progetto del "Foro Bonaparte" di Milano, mai realizzato), al quale spettò la progettazione scenico-arredativa del teatro, e il pittore Felice Giani, che insieme all'ornatista Gaetano Bartolani dipinse le "Storie di Apollo" sulla volta della sala.
- Il duomo di Macerata, costruito tra il 1771 ed il 1790 in stile neoclassico.
- L'interno del Duomo di Fermo. Nel 1781 l'arcivescovo Andrea Antonio Silverio Minucci, contro il volere della popolazione[8], fece demolire il corpo della chiesa per ricostruirla, in un lasso di tempo di circa otto anni, in stile neoclassico.
- Chiesa di San Giorgio a Macerata, eretta tra il 1792 e il 1798.